# Rufina Amaya
Rufina Amaya (1943 - 6 de marzo de 2007). Hija meritísima de El Salvador, Post Mortem.   Fue la única sobreviviente de la Masacre del Mozote, perpetrada por las Fuerzas Armadas entre el 11 y 13 de diciembre de 1981, en el departamento de Morazán, El Salvador, durante la Guerra Civil Salvadoreña. Su testimonio de los ataques fue reportado brevemente por los medios estadounidenses The New York Times y The Washington Post el 27 de enero de 1982. Sin embargo, el suceso fue desvirtuado por la comunidad periodística y los Estados Unidos, que acusaron a los autores de los reportajes, Raymond Bonner y Alma Guillermoprieto, de mentir. El gobierno de El Salvador también negó los hechos.
No obstante, el testimonio de Rufina, narrado en Luciérnagas de El Mozote (1996), fue un instrumento importante para la investigación realizada por la Comisión de la Verdad para El Salvador, de la Organización de las Naciones Unidas (ONU), después del final de la guerra. La investigación, que incluyó la exhumación de cadáveres en noviembre de 1992 en el lugar de la masacre, concluyó que el testimonio de Rufina fue exactamente representado en los eventos.

## Biografía
Nacida en 1943 en el cantón La Guacamaya del caserío El Mozote, en Morazán, Rufina Amaya estuvo casada con Domingo Claros. Durante la Masacre del Mozote, presenció el asesinato de su esposo y cuatro de sus hijos: Cristino, María Dolores, María Lilian y María Isabel. Sus hijos Fidelia y Félix no estaban presentes en el lugar durante los trágicos acontecimientos.
Tras la masacre, Rufina se vio obligada a abandonar el país para salvaguardar su vida, refugiándose en un campo de refugiados en Honduras, cerca de la frontera con El Salvador, antes de regresar posteriormente al país. Durante su tiempo en la guerrilla, desempeñó labores de cocina. Después del fin de la guerra civil en 1992, fue una de las fundadoras de la Ciudadela Segundo Montes, donde finalmente fueron enterrados sus restos mortales.
En 1985, Rufina dio a luz a su hija Marta Maritza Amaya, quien, junto con otros familiares, estableció el Museo Rufina Amaya en Joacatique para preservar su memoria y honrar a las víctimas de la masacre. Sin embargo, tres décadas más tarde, debido a amenazas y extorsiones continuas en El Salvador, Rufina y su familia buscaron asilo en Estados Unidos, lo que resultó en el cierre del museo.

## Testimonio
..." Un día antes de la llegada de los militares, Marcos Díaz, el dueño de la única tienda del lugar y el hombre más rico de El Mozote, había convocado a la mayoría de los pobladores del caserío para comunicarles que había tenido un encuentro con un oficial del ejército. Según Díaz, el oficial le confió que lanzarían un gran operativo militar para despejar de guerrilleros la zona norte de Morazán y que, además, le había prometido que los habitantes de El Mozote no tenían nada que temer mientras se encontrara en su casa.
Un montón de gente quería dejar el caserío, es que había un gran miedo... pero la mayoría de gente aceptó lo que él les aseguraba, porque, si dejaban el caserío, caían en el riesgo de ser atrapados durante el operativo.
Los soldados del Batallón Atlacatl llegaron el 10 de diciembre al caserío y obligaron a todos los habitantes a que salieran de sus casas y que se formaran en filas en la pequeña plaza del lugar. A la medianoche, se le ordenó a todos que regresaran a sus casas.
El Mozote estaba atestado de gente, pues por el temor del operativo muchos otros moradores habían llegado a refugiarse. En total, se calcula que había entre seiscientas y ochocientas personas, la mayoría niños.
En la madrugada del 11 de diciembre, los soldados comenzaron a golpear furiosamente las puertas y sacaron a la gente a la calle, formaron grupos de hombres, mujeres y niños. Los hombres fueron llevados a la iglesia y las mujeres y los niños fueron encerrados en una casa.Mientras se encontraban prisioneros, un helicóptero aterrizó en la plaza. Transportaba a los colaboradores de Monterrosa: Grijalva, Azmitia y Cabrera Cáceres. En ese momento, los habitantes del Mozote comprendieron que lo que sucedía no era un simple exceso de los soldados, sino que su captura había sido planificada y avalada por un importante sector entre los oficiales que prepararon el operativo.
Poco después, el helicóptero despegó y los gritos de muerte comenzaron a resonar. En grupos de cinco y vendados y amarrados de manos, los hombres eran sacados de la iglesia y fusilados. Los pocos que quedaban agonizando eran brutalmente decapitados con golpes de machete en la nuca. A las doce del mediodía ya habían terminado de matar a todos los hombres. Mi esposo, Domingo Claros, fue uno de los primeros en morir. Iba en uno de los primeros grupos, pero comenzó a forcejear y le dispararon. Estaba vivo, un soldado se acercó y con un machete lo degolló. Las mujeres no corrieron mejor suerte. Los soldados entraron a la fuerza en la pequeña casa y comenzaron a seleccionar a las mujeres más jóvenes. La mayoría de madres se opuso, pero fueron sometidas con golpes de culata de fusil o a patadas.
Algunas, para horror de los niños y las mujeres, fueron asesinadas en el mismo lugar. Las jóvenes fueron llevadas a las afueras del caserío para ser violadas. Un testigo que ha permanecido en el anonimato durante todo el proceso de investigación, un hombre obligado a servir como guía por los oficiales del Atlacatl, reconoció que las adolescentes fueron violadas durante todo ese día. Los soldados hablaban sobre las violaciones. Contaban y bromeaban sobre lo mucho que les habían gustado las niñas de doce años. Después de violarlas, los soldados las mataban a tiros o las decapitaban. Las mujeres fueron asesinadas con el mismo método practicado a los hombres: se les transportaba en grupos de cinco y se les fusilaba; posteriormente se decapitaban los cadáveres o a las agonizantes.
Oculta en unos arbustos hacia los cuales ella corrió mientras los soldados estaban distraídos, Rufina vio y escuchó como los soldados del ejército del gobierno violaron a las mujeres, y luego asesinaron a los hombres, mujeres, y niños ametrallándolos con sus fusiles, y luego sepultando sus cuerpos. Rufina no sólo perdió a sus vecinos, sino también a su esposo, Domingo Claros, del cual ella vio cuando lo decapitaron; su hijo de 9 años, Cristino, quién le gritaba a ella, "Mamá, me están matando. Mataron a mi hermana. Van a matarme."; y a sus hijas María Dolores, María Lilian, y María Isabel, de 5 y 3 años, y 8 meses de edad respectivamente. El único de sus hijos con su esposo Domingo Claros que no fue asesinado en la masacre fue su hija Fidelia, la cual no estaba en el lugar en ese momento.
Después de la masacre, Rufina se volvió una refugiada por un tiempo en el vecino país de Honduras, donde en 1985 ella se casó con otro refugiado José Natividad, con quien ella tuvo cuatro hijos, divorciándose 2 años después de haber contraído matrimonio. Regresó a El Salvador en el año 1990 y se convirtió en pastor laico de la Iglesia Católica. En marzo del año 2000, Rufina estuvo viviendo cerca de un poblado de Morazán, conocido como Segundo Montes, establecido por compatriotas exiliados repatriados nombrado así en memoria de Segundo Montes, un sacerdote jesuita asesinado el 16 de noviembre de 1989, junto a otros sacerdotes jesuitas asesinados en la Universidad Centroamericana "José Simeón Cañas" (UCA), por un pelotón del batallón Atlácatl de la Fuerza Armada de El Salvador.
Rufina murió de un infarto en un hospital de San Salvador a la edad de 64 años, el 6 de marzo de 2007, tras una larga enfermedad. Le sobreviven su hija Fidelia, su hija Marta, de su segundo matrimonio; y un hijo adoptado, Walter Amaya.